# Rainer Hudemann
Rainer Hudemann (* 6. Juli 1948 in Heidelberg) ist ein deutscher Historiker. Er war von 1985 bis 2013 Professor für Neuere und Neueste Geschichte an der Universität des Saarlandes und von 2010 bis 2015 Professor für Neuere und Neueste Geschichte Deutschlands und der deutschsprachigen Länder an der Universität Paris IV (Paris-Sorbonne).

## Leben und Wirken
Rainer Hudemann studierte von 1967 bis 1973 Geschichte, Romanistik und Politikwissenschaft an den Universitäten Heidelberg, Kiel, Paris und Trier. Anschließend war er als wissenschaftlicher Assistent an der Universität Trier tätig. 1976 wurde er in Trier über die Entwicklung des Parteiensystems in der frühen Dritten Republik promoviert. Seine Habilitation erfolgte 1984 in Trier mit einer Arbeit über die Sozialpolitik im deutschen Südwesten zwischen 1945 und 1953. Von 1984 bis 1985 hatte er eine Vertretungsprofessur in Heidelberg inne.
Von 1985 bis zu seiner Emeritierung 2013 lehrte er als Professor für Neuere und Neueste Geschichte mit Schwerpunkt im Gesamtbereich der westeuropäischen Geschichte an der Universität des Saarlandes. Von 1992 bis 1994 war er Vizepräsident für Lehre und Studium der Universität des Saarlandes. 1995 wirkte er als Gastprofessor an der Hebrew University in Jerusalem. 1995/96 hatte er als Gastprofessor am Institut d’études politiques de Paris (Sciences Po) den Alfred-Grosser-Lehrstuhl inne. 1999 und 2002 folgten weitere Gastprofessuren am Sciences Po (europäischer Lehrstuhl für Promotionsstudien in Geschichte). Von 2009 bis 2010 war er Leiter des Frankreichzentrums der Universität des Saarlandes. Von September 2010 bis August 2015 lehrte er als Professeur d'Histoire contemporaine de l'Allemagne et des pays germaniques (Neuere und Neueste Geschichte Deutschlands und der deutschsprachigen Länder) an der Universität Paris IV (Paris-Sorbonne).
Seine Arbeitsschwerpunkte sind die deutsche und französische Geschichte im 19. und 20. Jahrhundert, deutsch-französische Beziehungen, Geschichte der Eliten in Frankreich und Deutschland, Parteiengeschichte, Geschichte der Sozialpolitik, Faschismen in Europa, Geschichte der Europäischen Integration, Stadtgeschichte im europäischen Vergleich, Strukturen von Transferprozessen in Europa und die Geschichte des Saarlandes.
Hudemann wurde im Oktober 1998 die Ehrendoktorwürde von der Universität Metz verliehen. Im Februar 2002 wurde ihm mit Officier dans l’Ordre des Palmes Académiques eine der höchsten Auszeichnungen für die Verdienste um das französische Bildungswesen verliehen. Im Juli 2005 wurde er als Officier de l’Ordre National du Mérite, im Juli 2013 als Commandeur dans l’Ordre des Palmes Académiques ausgezeichnet.

## Schriften (Auswahl)
Monografien
- zusammen mit Armin Heinen: Das Saarland zwischen Frankreich, Deutschland und Europa 1945–1957. Ein Quellen- und Arbeitsbuch (= Veröffentlichungen der Kommission für Saarländische Landesgeschichte und Volksforschung. Bd. 41). Mit einer CD-ROM von Susanne Dengel. Kommission für Saarländische Landesgeschichte, Saarbrücken 2007, ISBN 978-3-939150-02-2.
- Sozialpolitik im deutschen Südwesten zwischen Tradition und Neuordnung 1945–1953. Sozialversicherung und Kriegsopferversorgung im Rahmen französischer Besatzungspolitik (= Veröffentlichungen der Kommission des Landtages für die Geschichte des Landes Rheinland-Pfalz. Bd. 10). von Hase & Koehler, Mainz 1988, ISBN 3-7758-1177-X (Zugleich: Trier, Universität, Habilitations-Schrift, 1984).
- Fraktionsbildung im französischen Parlament. Zur Entwicklung des Parteiensystems in der frühen Dritten Republik (1871–1875). Avec une table des matières en français (= Francia. Beihefte. Bd. 8). Artemis-Verlag, Zürich u. a. 1979, ISBN 3-7608-4658-0 (Zugleich: Trier, Universität, Dissertation, 1977), Online auf perspectivia.net.

Herausgeberschaften
- mit Alexander Friedman: Diskriminiert – vernichtet – vergessen. Behinderte in der Sowjetunion, unter nationalsozialistischer Besatzung und im Ostblock 1917–1991. Steiner, Stuttgart 2016, ISBN 978-3-515-11266-6.